# 葛氏六角蟹
葛氏六角蟹（学名：Cosmonotus grayii）为蛙蟹科六角蟹属的动物。

## 分佈
本物種的模式地位於婆羅洲，但其分佈範圍遍佈印度洋及西太平洋的南北部，包括：
- 日本
- 東中國海
- 台灣
- 南中國海：南沙群島[3]、菲律賓[3]
- 印尼
- 澳大利亚
- 印度东岸
- 波斯湾
- 紅海[3][4]
- 非洲东岸[3]的坦桑尼亞、馬達加斯加及留尼汪[4]
- 南非[3]

## 棲息地
生活环境为海水，一般生活于50-130米水深的沙或具贝壳的海底。其生存的海拔范围为-130至-50米。

## 外部連結
維基物種上的相關：葛氏六角蟹